# Несікеп 6
Несікеп 6 (англ. Nesikep 6) — індіанська резервація в Канаді, у провінції Британська Колумбія, у межах регіонального округу Сквоміш-Лілует.

## Населення
За даними перепису 2016 року, індіанська резервація нараховувала 10 осіб. Середня густина населення становила 1,8 осіб/км².

## Клімат
Середня річна температура становить 6,4°C, середня максимальна – 20,8°C, а середня мінімальна – -11,5°C. Середня річна кількість опадів – 440 мм.
| Клімат поселення                              | Клімат поселення | Клімат поселення | Клімат поселення | Клімат поселення | Клімат поселення | Клімат поселення | Клімат поселення | Клімат поселення | Клімат поселення | Клімат поселення | Клімат поселення | Клімат поселення | Клімат поселення |
| Показник                                      | Січ.             | Лют.             | Бер.             | Квіт.            | Трав.            | Черв.            | Лип.             | Серп.            | Вер.             | Жовт.            | Лист.            | Груд.            |                  |
| Середній максимум, °C                         | 2,14             | 5,29             | 8,98             | 12,86            | 17,13            | 20,77            | 20,32            | 20,47            | 16,01            | 10,30            | 3,64             | −0,59            |                  |
| Середня температура, °C                       | −4,66            | −1,48            | 2,18             | 6,08             | 10,34            | 13,97            | 16,97            | 17,11            | 12,67            | 6,92             | 0,28             | −3,95            |                  |
| Середній мінімум, °C                          | −11,45           | −8,28            | −4,6             | −0,7             | 3,55             | 7,18             | 13,61            | 13,74            | 9,30             | 3,57             | −3,08            | −7,3             |                  |
| Норма опадів, мм                              | 47               | 28               | 24               | 22               | 35               | 41               | 38               | 32               | 28               | 38               | 54               | 53               |                  |
| Середньомісячна швидкість вітру, м/с          | 2.10             | 2.20             | 2.50             | 2.77             | 2.57             | 2.44             | 2.27             | 2.07             | 1.94             | 2.16             | 2.22             | 2.10             |                  |
| Середньомісячна сонячна радіація, кДж/м²·день | 3190             | 6350             | 10841            | 15850            | 19369            | 20851            | 21857            | 18614            | 13092            | 7315             | 3509             | 2515             |                  |
| --------------------------------------------- | ---------------- | ---------------- | ---------------- | ---------------- | ---------------- | ---------------- | ---------------- | ---------------- | ---------------- | ---------------- | ---------------- | ---------------- | ---------------- |
| Джерело:                                      |                  |                  |                  |                  |                  |                  |                  |                  |                  |                  |                  |                  |                  |